# (4203) Brucato
Pour les articles homonymes, voir Brucato (homonymie).
(4203) Brucato est un astéroïde de la ceinture principale.

## Description
(4203) Brucato est un astéroïde de la ceinture principale. Il fut découvert le 26 mars 1985 à l'Observatoire Palomar par Carolyn S. Shoemaker. Il présente une orbite caractérisée par un demi-grand axe de 2,61 UA, une excentricité de 0,13 et une inclinaison de 28,6° par rapport à l'écliptique.

## Compléments